# Fürstenberská zahrada
Fürstenberská zahrada se nachází v Praze na Malé Straně. Je součástí tzv. palácových zahrad pod Pražským hradem a dělí se na Malou a Velkou Fürstenberskou zahradu. Sousedí na severu se Starými zámeckými schody, na jihu s několika paláci (Malým Fürstenberským, Kolowratským a Fürstenberským) a na západě se zahradou kolovratskou. Byla založena v polovině 17. století.
Zahrada je pojmenována podle posledních šlechtických majitelů, kterými byli od roku 1866 Fürstenbergové. Původně byla na tomto místě vinice, později užitková zahrada. V přilehlém Kolowratském a Malém Fürstenberském paláci bylo od roku 1918 do roku 1938 sídlo vlády Československé republiky, nyní jsou součástí sídla Senátu Parlamentu České republiky. Spodní část Velké Fürstenberské zahrady není zpřístupněna, neboť Fürstenberský palác je sídem velvyslanectví Polské republiky.

## Malá Fürstenberská zahrada
(50°5′29″ s. š., 14°24′22″ v. d.)
Současná podoba Malé Fürstenberské zahrady (0,09 ha) je pozdně rokoková zahrada italského typu. Vznikla v letech 1784 až 1788. Centrální schodiště spojuje jednotlivé terasy zahrady od glorietu po lodžii. Zde se nachází přístup k vyhlídkové terase a altánku. Na východní straně terasy je schodiště, které vede k malé věži, která slouží jako průchod mezi areálem Pražského hradu a komplexem palácových zahrad. Zahrada byla zpřístupněna veřejnosti po své rekonstrukci v rámci II. fáze obnovy zahrad (společně s Velkou Pálffyovskou a Kolovratskou) v letech 1995–1999, resp. 2000.

## Velká Fürstenberská zahrada
(50°5′30″ s. š., 14°24′24″ v. d.)
Velká Fürstenberská zahrada (1,5 ha) je dále rozdělena na veřejnou terasovou část a neveřejnou část kolem Fürstenberského paláce (polské velvyslanectví). Její rozloha je zhruba stejně velká, jako rozloha všech ostatních palácových zahrad. Teprve v roce 2008 byla dokončena obnova a byla zpřístupněna terasová část; ta ale není součástí Zahrad pod Pražským hradem, vstup je oddělen a není možné z ní projít do komplexu zahrad, se kterým sousedí.

## Galerie

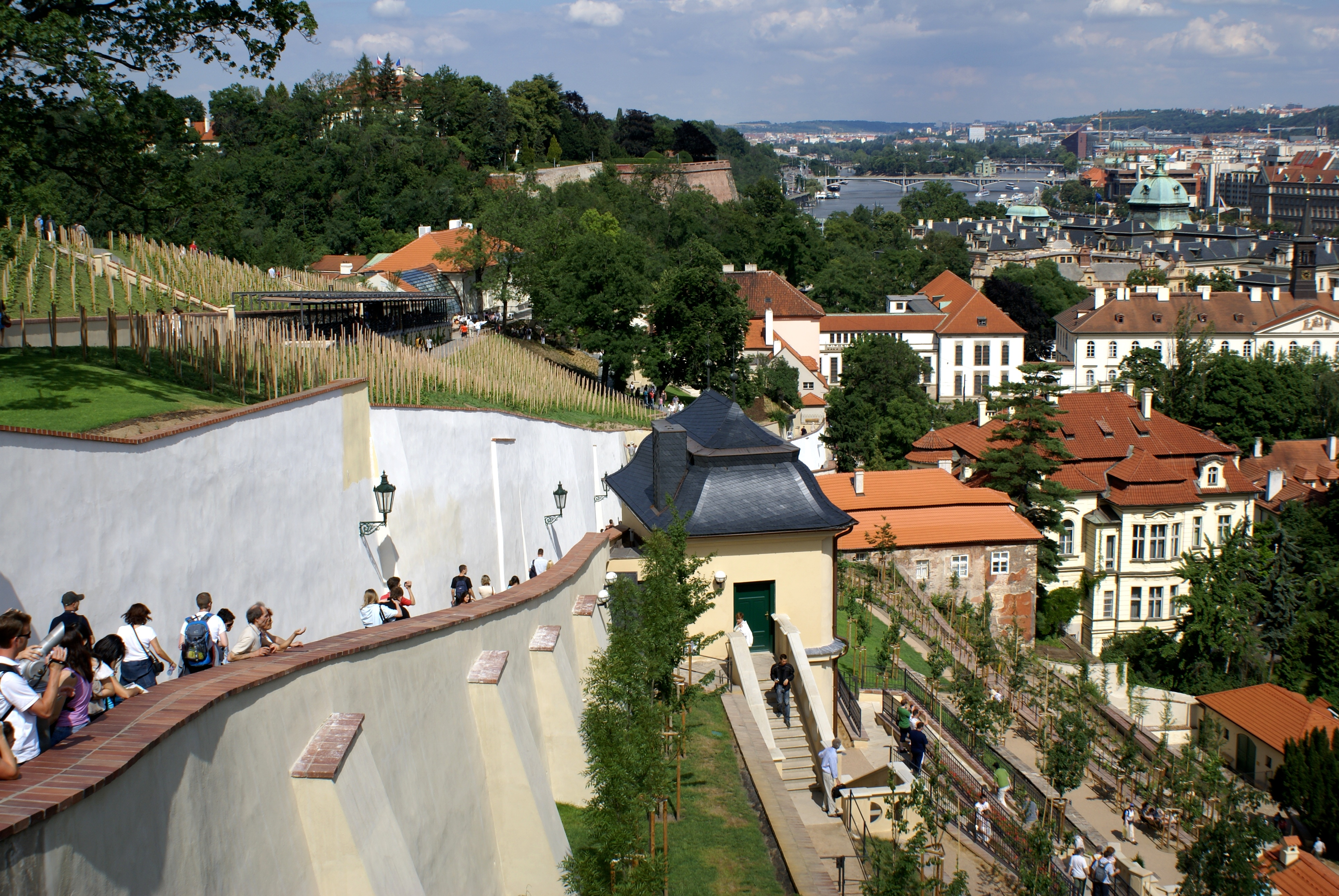
Pohled do zahrady od Starých zámeckých schodů
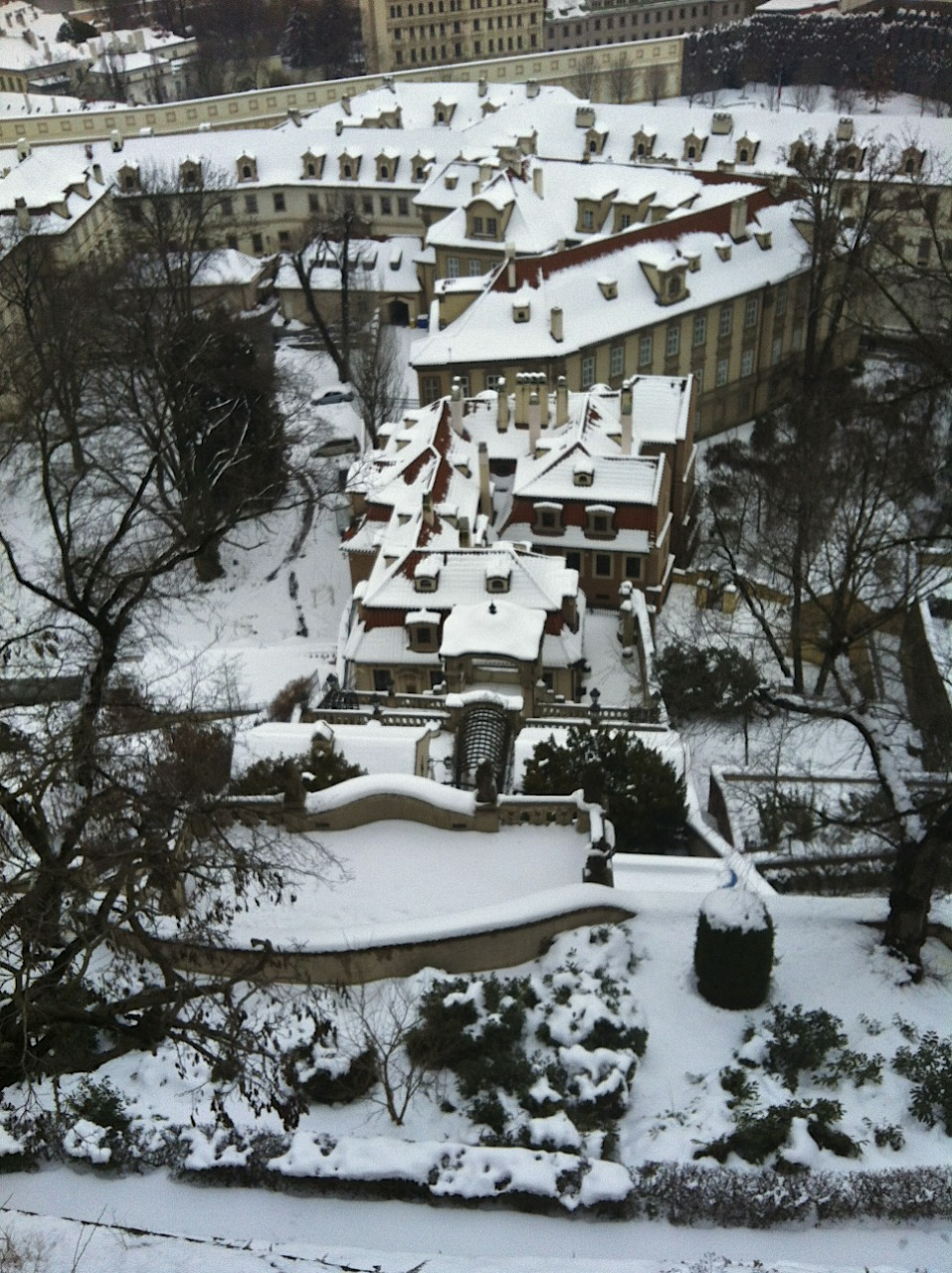
Malá Fürstenberská zahrada v zimě, s paláci v pozadí
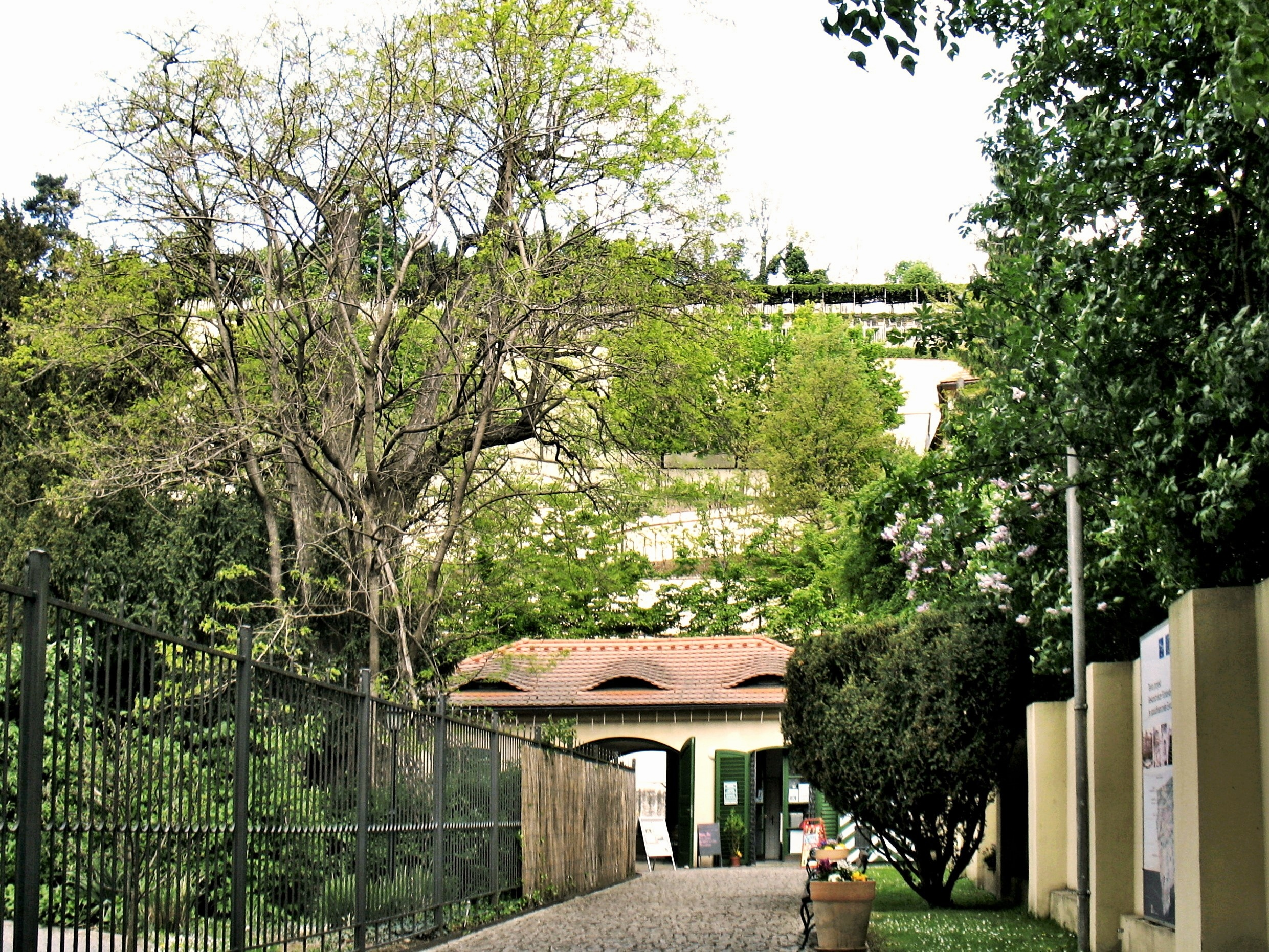
Přístup do zahrady z Valdštejnské ulice
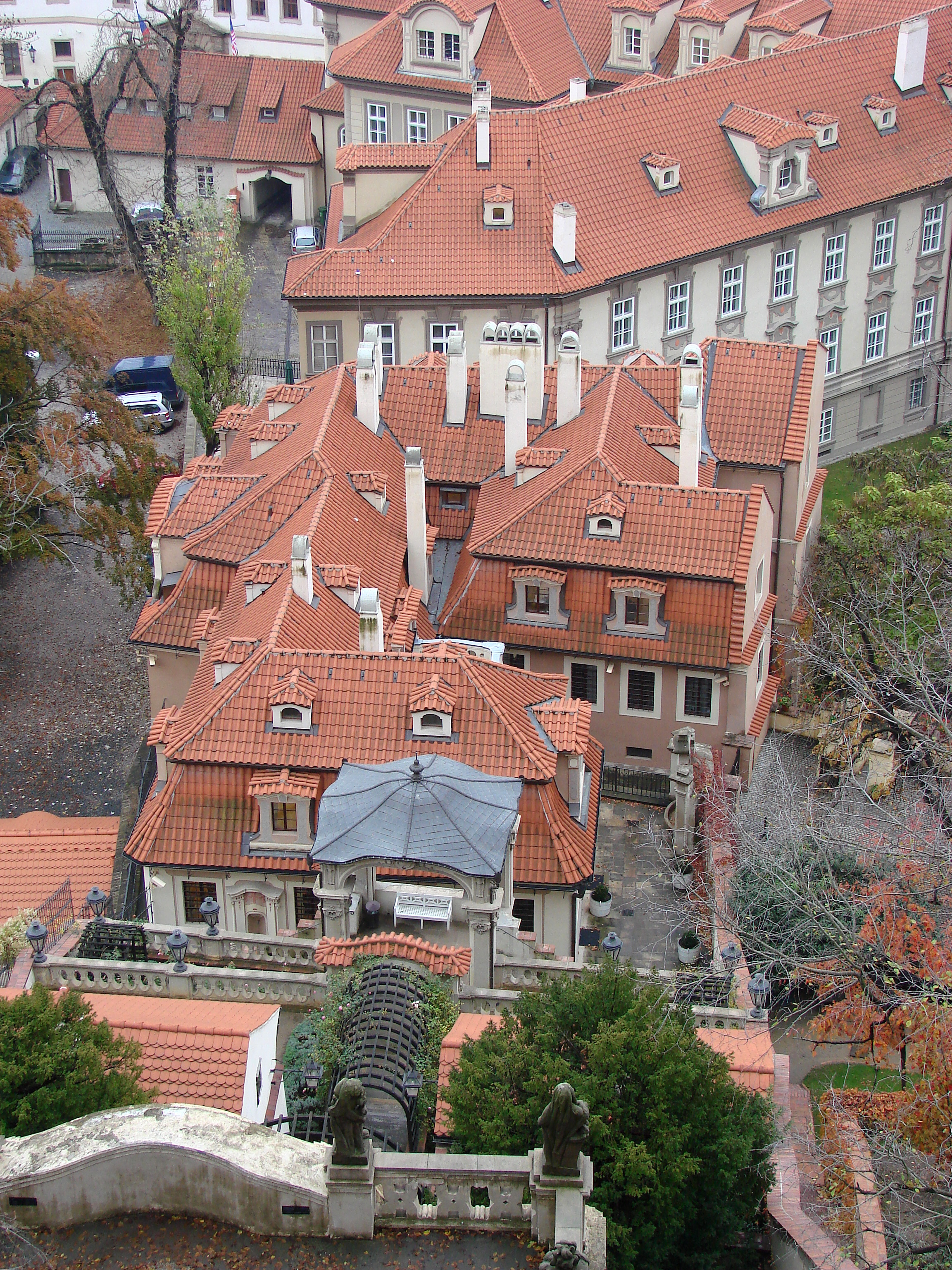
Malá Fürstenberská zahrada, dolní část
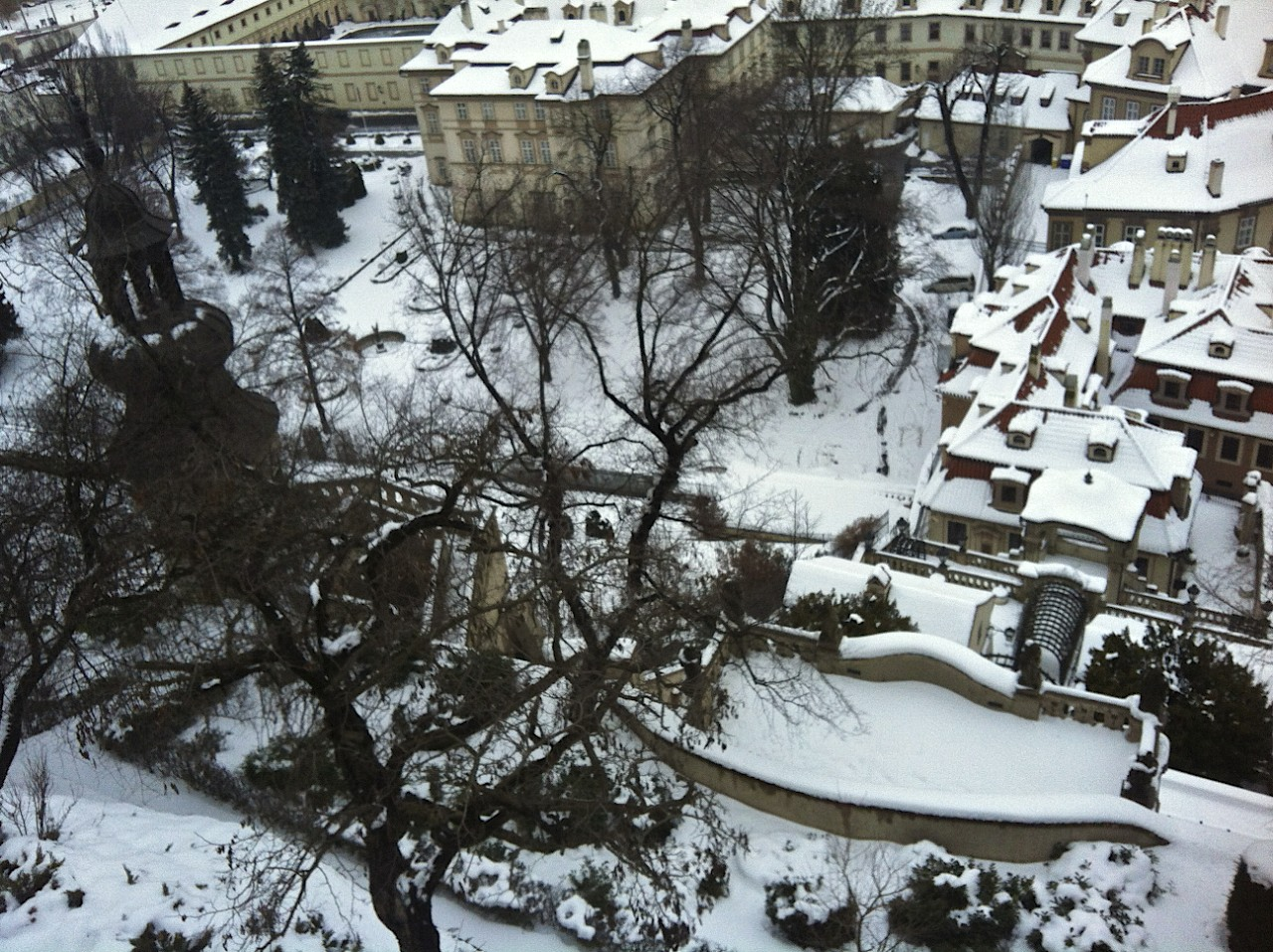
Malá Fürstenberská zahrada v zimě, s vyhlídkovou věží